# Karl Friedrich von Kruse
Karl Julius Hermann Friedrich Freiherr von Kruse (* 22. November 1737 in Eichelsachsen; † 9. März 1806 in Wiesbaden) war Nassau-Usingen’scher Hofkammer- und Regierungspräsident.
Karl Friedrich von Kruse war der zweite (von acht) Sohn des hessen-darmstädtischen Oberforstmeister Johann Christoph von Kruse aus der uradeligen mecklenburgischen Familie von Kruse und dessen Frau Dorothea von Berlepsch.
Karl Friedrich von Kruse wurde zunächst durch Hauslehrer unterrichtet und studierte danach Rechts- und Staatswissenschaft. Er trat in Darmstadt in den Staatsdienst und stieg dort schnell auf. Im Alter von 31 Jahren war er bereits Geheimer Regierungsrat. Im Dezember 1768 wechselte er als Regierungschef in das Fürstentum Nassau-Usingen. Um ihn zu diesem Schritt zu bewegen, bot Fürst Karl ihm die Stellung und den Titel eines Präsidenten sämtlicher Kollegien und Direktor der Hofkammer an. Als Regierungspräsident führte er die Oberaufsicht über die vier Kollegien der Landesregierung. Er stand 34 Jahre lang (1769–1803) an der Spitze des Kleinstaates.
Im Juni 1773 heiratete Karl Friedrich von Kruse Philippina Katharina von Bieburg, die Tochter von Fürsten Karl und dessen zweiter in morganatischer Ehe verheirateten Frau Magdalene Gross. Aus der Ehe ging August von Kruse als einziges Kind hervor.
Bei den Verhandlungen zum Nassauischen Erbverein 1783 wirkte er als Bevollmächtigter für Nassau-Usingen genauso mit, wie beim Rastatter Kongress. Auch die Territorialgewinne im Rahmen des Reichsdeputationshauptschlusses 1803 fielen in seine Amtszeit. Mit zwei Flugschriften wandte er sich in den Jahren 1790 und 1791 gegen die Französische Revolution, forderte zugleich aber für das Heiligen Römischen Reich eine Stärkung der kaiserlichen Zentralmacht, auch um den Druck des Feudalismus auf die Untertanen der einzelnen Staaten zu mildern.
Nach dem Tod des Fürsten Karl Wilhelm am 17. Mai 1803 bat Kruse am 4. Juli 1803 um Versetzung in den Ruhestand. Nachfolger als Regierungspräsident wurde Ernst Franz Ludwig Marschall von Bieberstein.

## Werke
- Standrede, gehalten bei der Gruft des Fürsten Karl von Nassau-Usingen. 1775.
- Kurzer Lehrbegriff der Landwirthschaft und Haushaltungskunst. Zum Gebrauche der deutschen Schulen und des Landmannes in den Nassau-Usingischen Landen. 1780.
- Wahre Darstellung der großen französischen Staatsrevolution in ihrer Entstehung, ihrem Fortgange und in den Folgen, welche dieselbe für Europa und vorzüglich für Teutschland haben dürfte. Mit Beilagen. 1790, dritte vermehrte und verbesserte Auflage 1792 (die erste Auflage. erschien anonym, auf dem Titel der zweiten und dritten Auflage hat er sich genannt); Freimüthige Betrachtungen über die Gesetzgebung der Teutschen bei Gelegenheit der Wahl eines römischen Kaisers. 1790.